# NBA Finals 2011
Die NBA Finals der Saison 2010/11 in der nordamerikanischen Basketball-Profiliga NBA wurden vom 31. Mai 2011 bis zum 12. Juni 2011 US-amerikanischer Zeit zwischen den Dallas Mavericks (Sieger der Western Conference) und den Miami Heat (Sieger der Eastern Conference) ausgetragen. Wie die gesamten Play-offs wurde auch die letzte Runde im Best-of-seven-Verfahren entschieden.
Das Finale war eine Neuauflage der Finalserie von 2006. Damals gewannen die Miami Heat mit 4:2, nachdem Dallas bereits 2:0 in Führung gegangen war. Heimrecht genossen aufgrund der besseren Bilanz in der regulären Saison die Miami Heat, das heißt, ein alles entscheidendes siebtes Spiel hätte in Miami stattgefunden.
Die Dallas Mavericks konnten die Serie jedoch bereits in Spiel 6 in Miami mit 4:2 für sich entscheiden und sicherten sich somit ihre erste NBA-Meisterschaft. Als NBA Finals MVP wurde Dirk Nowitzki ausgezeichnet, der in allen sechs Einzelspielen jeweils mehr als 20 Punkte erreichte.

## Vor den Finals
| Miami Heat (Eastern Conference Champion) | Miami Heat (Eastern Conference Champion)      | Dallas Mavericks (Western Conference Champion) | Dallas Mavericks (Western Conference Champion) |
| ---------------------------------------- | --------------------------------------------- | ---------------------------------------------- | ---------------------------------------------- |
| Regular season                           | 58–24 (.707) 1. Southeast, 2. East, 3. gesamt | Regular season                                 | 57–25 (.695) 2. Southwest, 3. West, 5. gesamt  |
| Erste Runde                              | Besiegten die (7) Philadelphia 76ers, 4–1     | Erste Runde                                    | Besiegten die (6) Portland Trail Blazers, 4–2  |
| Conference Semifinals                    | Besiegten die (3) Boston Celtics, 4–1         | Conference Semifinals                          | Besiegten die (2) Los Angeles Lakers, 4–0      |
| Conference Finals                        | Besiegten die (1) Chicago Bulls, 4–1          | Conference Finals8                             | Besiegten die (4) Oklahoma City Thunder, 4–1   |

### Spiele in der regulären Saison
Die Dallas Mavericks gewannen beide Partien:
| 27. November 2010 | Zusammenfassung | Miami Heat 95, Dallas Mavericks 106 | Miami Heat 95, Dallas Mavericks 106 | Miami Heat 95, Dallas Mavericks 106 | American Airlines Center, Dallas |
| 27. November 2010 | Zusammenfassung |                                     |                                     |                                     | American Airlines Center, Dallas |
| 27. November 2010 | Zusammenfassung |                                     |                                     |                                     | American Airlines Center, Dallas |
| 27. November 2010 | Zusammenfassung |                                     |                                     |                                     | American Airlines Center, Dallas |

| 20. Dezember 2010 | Zusammenfassung | Dallas Mavericks 98, Miami Heat 96 | Dallas Mavericks 98, Miami Heat 96 | Dallas Mavericks 98, Miami Heat 96 | American Airlines Arena, Miami |
| 20. Dezember 2010 | Zusammenfassung |                                    |                                    |                                    | American Airlines Arena, Miami |
| 20. Dezember 2010 | Zusammenfassung |                                    |                                    |                                    | American Airlines Arena, Miami |
| 20. Dezember 2010 | Zusammenfassung |                                    |                                    |                                    | American Airlines Arena, Miami |

## Spielplan
Der Spielbeginn wird jeweils in der Ortszeit (Eastern Daylight Time in Miami und Central Daylight Time in Dallas) und in der Mitteleuropäischen Sommerzeit angegeben. Wie in den USA üblich, wird in den jeweiligen Einzelspielen die Auswärtsmannschaft zuerst genannt.

### Gesamtübersicht
Die Serie endet, wenn sie durch eine Mannschaft mit vier Siegen für sich entschieden wird. Das war nach dem vierten Sieg der Dallas Mavericks in Spiel 6 der Fall.
| Team             | Spiel | Spiel | Spiel | Spiel | Spiel | Spiel | Siege |
| Team             | 1     | 2     | 3     | 4     | 5     | 6     | Siege |
| ---------------- | ----- | ----- | ----- | ----- | ----- | ----- | ----- |
| Miami Heat       | 92    | 93    | 88    | 83    | 103   | 95    | 2     |
| Dallas Mavericks | 84    | 95    | 86    | 86    | 112   | 105   | 4     |

### Spiel 1
| 31. Mai 2011 21:00 Uhr (EDT) | 1. Juni 2011 3:00 Uhr (MESZ) | Dallas Mavericks 84, Miami Heat 92                                       | Dallas Mavericks 84, Miami Heat 92 | Dallas Mavericks 84, Miami Heat 92                                      | American Airlines Arena, Miami Zuschauer: 20.003 Schiedsrichter: Steve Javie, Mike Callahan, Bill Kennedy | ABC |
| 31. Mai 2011 21:00 Uhr (EDT) | 1. Juni 2011 3:00 Uhr (MESZ) | Punkte pro Viertel: 17–16, 27–27, 17–22, 23–27                           |                                    |                                                                         | American Airlines Arena, Miami Zuschauer: 20.003 Schiedsrichter: Steve Javie, Mike Callahan, Bill Kennedy | ABC |
| 31. Mai 2011 21:00 Uhr (EDT) | 1. Juni 2011 3:00 Uhr (MESZ) | Punkte: Dirk Nowitzki 27 Rebounds: Shawn Marion 10 Assists: Jason Kidd 6 |                                    | Punkte: LeBron James 24 Rebounds: Dwyane Wade 10 Assists: Dwyane Wade 6 | American Airlines Arena, Miami Zuschauer: 20.003 Schiedsrichter: Steve Javie, Mike Callahan, Bill Kennedy | ABC |
| 31. Mai 2011 21:00 Uhr (EDT) | 1. Juni 2011 3:00 Uhr (MESZ) | Miami geht in der Serie mit 1:0 in Führung                               |                                    |                                                                         | American Airlines Arena, Miami Zuschauer: 20.003 Schiedsrichter: Steve Javie, Mike Callahan, Bill Kennedy | ABC |

Nach einem 44:43-Halbzeitstand aus Sicht der Gäste aus Dallas bauten die Mavericks durch sieben Punkte in Folge zu Beginn des dritten Viertels ihre Führung auf 51:43 aus. In den Schlusssekunden des dritten Viertels geriet Dallas durch zwei Dreier von LeBron James mit 61:65 in Rückstand. Im letzten Viertel baute Miami seinen Vorsprung aus. Dirk Nowitzki, mit 27 Punkten der beste Werfer der Partie, zog sich während des Spiels einen Sehnenriss im linken Mittelfinger zu.

### Spiel 2
| 2. Juni 2011 21:00 Uhr (EDT) | 3. Juni 2011 3:00 Uhr (MESZ) | Dallas Mavericks 95, Miami Heat 93                                                 | Dallas Mavericks 95, Miami Heat 93 | Dallas Mavericks 95, Miami Heat 93                                            | American Airlines Arena, Miami Zuschauer: 20.003 Schiedsrichter: Joe Crawford, Ed Malloy, Ken Mauer | ABC |
| 2. Juni 2011 21:00 Uhr (EDT) | 3. Juni 2011 3:00 Uhr (MESZ) | Punkte pro Viertel: 28-28, 23-23, 20-24, 24-18                                     |                                    |                                                                               | American Airlines Arena, Miami Zuschauer: 20.003 Schiedsrichter: Joe Crawford, Ed Malloy, Ken Mauer | ABC |
| 2. Juni 2011 21:00 Uhr (EDT) | 3. Juni 2011 3:00 Uhr (MESZ) | Punkte: Dirk Nowitzki 24 Rebounds: Dirk Nowitzki 11 Assists: Terry, Kidd jeweils 5 |                                    | Punkte: Dwyane Wade 36 Rebounds: James, Bosh jeweils 8 Assists: Dwyane Wade 6 | American Airlines Arena, Miami Zuschauer: 20.003 Schiedsrichter: Joe Crawford, Ed Malloy, Ken Mauer | ABC |
| 2. Juni 2011 21:00 Uhr (EDT) | 3. Juni 2011 3:00 Uhr (MESZ) | Dallas gleicht die Serie aus zum 1:1                                               |                                    |                                                                               | American Airlines Arena, Miami Zuschauer: 20.003 Schiedsrichter: Joe Crawford, Ed Malloy, Ken Mauer | ABC |

Nachdem die ersten beiden Viertel unentschieden endeten, brachte Gastgeber Miami sieben Minuten vor Spielende die Mavericks mit 73:88 Punkten in Rückstand. In der Schlussphase konnte Dallas das Spiel aber noch drehen. Dirk Nowitzki, der mit einer kleinen Schiene an seinem verletzten linken Mittelfinger spielte, holte dabei die letzten neun Punkte der Mavericks allein und machte daher auch 3,6 Sekunden vor Spielende den entscheidenden Korb zum 95:93 aus Sicht der Gastmannschaft aus Dallas.

### Spiel 3
| 5. Juni 2011 19:00 Uhr (CDT) | 6. Juni 2011 2:00 Uhr (MESZ) | Miami Heat 88, Dallas Mavericks 86                                      | Miami Heat 88, Dallas Mavericks 86 | Miami Heat 88, Dallas Mavericks 86                                                      | American Airlines Center, Dallas Zuschauer: 20.340 Schiedsrichter: Dan Crawford, Scott Foster, Derrick Stafford | ABC |
| 5. Juni 2011 19:00 Uhr (CDT) | 6. Juni 2011 2:00 Uhr (MESZ) | Punkte pro Viertel: 29–22, 18–20, 20–22, 21–22                          |                                    |                                                                                         | American Airlines Center, Dallas Zuschauer: 20.340 Schiedsrichter: Dan Crawford, Scott Foster, Derrick Stafford | ABC |
| 5. Juni 2011 19:00 Uhr (CDT) | 6. Juni 2011 2:00 Uhr (MESZ) | Punkte: Dwyane Wade 29 Rebounds: Dwyane Wade 11 Assists: LeBron James 9 |                                    | Punkte: Dirk Nowitzki 34 Rebounds: Chandler, Nowitzki jeweils 11 Assists: Jason Kidd 10 | American Airlines Center, Dallas Zuschauer: 20.340 Schiedsrichter: Dan Crawford, Scott Foster, Derrick Stafford | ABC |
| 5. Juni 2011 19:00 Uhr (CDT) | 6. Juni 2011 2:00 Uhr (MESZ) | Miami geht in der Serie mit 2:1 in Führung                              |                                    |                                                                                         | American Airlines Center, Dallas Zuschauer: 20.340 Schiedsrichter: Dan Crawford, Scott Foster, Derrick Stafford | ABC |

In der ersten Halbzeit konnten die Mavericks einen zwischenzeitlichen 14-Punkte-Rückstand auf ein 47:42 für die Gäste aus Miami verkürzen. Nachdem Miami auch zu Beginn der dritten Viertel mit bis zu 13 Punkten in Führung gegangen war, konnte Dallas, deren Kapitän Dirk Nowitzki mit 34 Punkten trotz seiner Fingerverletzung wieder bester Werfer des Spiels war, zeitweise sogar in Führung gehen. Im letzten Viertel blieb der Spielstand bis zum Ende knapp. Chris Bosh machte in den Schlusssekunden den Korb zum 88:86-Endstand aus Sicht der Gastmannschaft aus Miami.

### Spiel 4
| 7. Juni 2011 20:00 Uhr (CDT) | 8. Juni 2011 3:00 Uhr (MESZ) | Miami Heat 83, Dallas Mavericks 86                                      | Miami Heat 83, Dallas Mavericks 86 | Miami Heat 83, Dallas Mavericks 86                                          | American Airlines Center, Dallas Zuschauer: 20.340 Schiedsrichter: Monty Mccutchen, Marc Davis, Greg Willard | ABC |
| 7. Juni 2011 20:00 Uhr (CDT) | 8. Juni 2011 3:00 Uhr (MESZ) | Punkte pro Viertel: 21–21, 26–24, 22–20, 14–21                          |                                    |                                                                             | American Airlines Center, Dallas Zuschauer: 20.340 Schiedsrichter: Monty Mccutchen, Marc Davis, Greg Willard | ABC |
| 7. Juni 2011 20:00 Uhr (CDT) | 8. Juni 2011 3:00 Uhr (MESZ) | Punkte: Dwyane Wade 32 Rebounds: LeBron James 9 Assists: LeBron James 7 |                                    | Punkte: Dirk Nowitzki 21 Rebounds: Tyson Chandler 16 Assists: J. J. Barea 4 | American Airlines Center, Dallas Zuschauer: 20.340 Schiedsrichter: Monty Mccutchen, Marc Davis, Greg Willard | ABC |
| 7. Juni 2011 20:00 Uhr (CDT) | 8. Juni 2011 3:00 Uhr (MESZ) | Dallas gleicht die Serie aus zum 2:2                                    |                                    |                                                                             | American Airlines Center, Dallas Zuschauer: 20.340 Schiedsrichter: Monty Mccutchen, Marc Davis, Greg Willard | ABC |

Dallas-Kapitän Dirk Nowitzki wurde wegen einer Fiebererkrankung zeitweise geschont, sorgte aber dennoch zu Beginn allein für einen 0:6-Rückstand der Gäste aus Miami. Im weiteren Spielverlauf ging Miami jedoch in Führung und baute seinen Vorsprung zu Beginn des letzten Viertels auf 74:65 aus. Vier Minuten vor Schluss konnten die Mavericks das Spiel drehen. Nachdem in der Schlussminute Dwyane Wade einen Freiwurf vergab, warf der fieberkranke Dirk Nowitzki den vorentscheidenden Korb zum 81:84 aus Sicht des Gegners aus Miami. Nach einem Korb von Wade sorgte Jason Terry 6,7 Sekunden vor Schluss mit zwei Freiwürfen für den 83:86-Endstand aus Sicht der Gäste.

### Spiel 5
| 9. Juni 2011 20:00 Uhr (CDT) | 10. Juni 2011 3:00 Uhr (MESZ) | Miami Heat 103, Dallas Mavericks 112                                             | Miami Heat 103, Dallas Mavericks 112 | Miami Heat 103, Dallas Mavericks 112                                               | American Airlines Center, Dallas Zuschauer: 20.433 Schiedsrichter: Joe Crawford, Mike Callahan, Bill Kennedy | ABC |
| 9. Juni 2011 20:00 Uhr (CDT) | 10. Juni 2011 3:00 Uhr (MESZ) | Punkte pro Viertel: 31–30, 26–30, 22–24, 24–28                                   |                                      |                                                                                    | American Airlines Center, Dallas Zuschauer: 20.433 Schiedsrichter: Joe Crawford, Mike Callahan, Bill Kennedy | ABC |
| 9. Juni 2011 20:00 Uhr (CDT) | 10. Juni 2011 3:00 Uhr (MESZ) | Punkte: Dwyane Wade 23 Rebounds: Bosh, James jeweils 10 Assists: LeBron James 10 |                                      | Punkte: Dirk Nowitzki 29 Rebounds: Tyson Chandler 7 Assists: Kidd, Terry jeweils 6 | American Airlines Center, Dallas Zuschauer: 20.433 Schiedsrichter: Joe Crawford, Mike Callahan, Bill Kennedy | ABC |
| 9. Juni 2011 20:00 Uhr (CDT) | 10. Juni 2011 3:00 Uhr (MESZ) | Dallas geht in der Serie mit 3:2 in Führung                                      |                                      |                                                                                    | American Airlines Center, Dallas Zuschauer: 20.433 Schiedsrichter: Joe Crawford, Mike Callahan, Bill Kennedy | ABC |

Die Gäste aus Miami gingen in der letzten Sekunde des ersten Viertels durch einen Dreier aus weiter Distanz von Mario Chalmers mit 31:30 in Führung. Im zweiten Viertel drehte Dallas das Spiel wieder und verteidigte seine Führung bis in das letzte Viertel. Im Schlussviertel drehte der Gast aus Miami das Spiel zwischenzeitlich und ging durch Dwyane Wade knapp fünf Minuten vor Spielende mit 99:95 in Führung. Nachdem Jason Terry drei Minuten vor Schluss mit einem Dreier das Spiel ausglich, brachte Dirk Nowitzki, der mit 29 Punkten wieder einmal bester Werfer der Partie war, die Gäste aus Miami wieder mit 100:102 in Rückstand. Nach zwei weiteren Dreiern für die Mavericks durch Jason Kidd und Jason Terry und mehreren Freiwürfen kam es schließlich zum 103:112-Endstand aus Sicht der Gastmannschaft aus Miami und somit zur Möglichkeit für die Dallas Mavericks, sich im kommenden Spiel bereits vorzeitig den Titel zu holen.
8

### Spiel 6
| 12. Juni 2011 20:00 Uhr (EDT) | 13. Juni 2011 2:00 Uhr (MESZ) | Dallas Mavericks 105, Miami Heat 95                                     | Dallas Mavericks 105, Miami Heat 95 | Dallas Mavericks 105, Miami Heat 95                                         | American Airlines Arena, Miami Zuschauer: 20.003 Schiedsrichter: Steve Javie, Scott Foster, Derrick Stafford | ABC |
| 12. Juni 2011 20:00 Uhr (EDT) | 13. Juni 2011 2:00 Uhr (MESZ) | Punkte pro Viertel: 32–27, 21–24, 28-21, 24-23                          |                                     |                                                                             | American Airlines Arena, Miami Zuschauer: 20.003 Schiedsrichter: Steve Javie, Scott Foster, Derrick Stafford | ABC |
| 12. Juni 2011 20:00 Uhr (EDT) | 13. Juni 2011 2:00 Uhr (MESZ) | Punkte: Jason Terry 27 Rebounds: Dirk Nowitzki 11 Assists: Jason Kidd 8 |                                     | Punkte: LeBron James 21 Rebounds: Udonis Haslem 9 Assists: Mario Chalmers 7 | American Airlines Arena, Miami Zuschauer: 20.003 Schiedsrichter: Steve Javie, Scott Foster, Derrick Stafford | ABC |
| 12. Juni 2011 20:00 Uhr (EDT) | 13. Juni 2011 2:00 Uhr (MESZ) | Dallas gewinnt die Serie mit 4:2                                        |                                     |                                                                             | American Airlines Arena, Miami Zuschauer: 20.003 Schiedsrichter: Steve Javie, Scott Foster, Derrick Stafford | ABC |

Zu Beginn des ersten Viertels konnte Jason Terry das Spiel innerhalb der ersten Minute nach seiner Einwechslung mit fünf Punkten zugunsten der Mavericks drehen. Nachdem die Gäste aus Dallas nach dem ersten Viertel noch mit 32:27 führten, verkürzte die Heimmannschaft Miami den Vorsprung von Dallas zur Halbzeit auf 53:51. Zu Beginn des zweiten Viertels gelang es Miami zunächst das Spiel zu wenden und die Auswärtsmannschaft aus Dallas mit 40:42 in Rückstand zu bringen. Im Verlauf des vorletzten Viertels bauten die Mavericks ihre Führung unter anderem dank acht Punkten von Dirk Nowitzki, der in der gesamten ersten Halbzeit nur auf drei Punkte kam, auf 81:72 aus. Im letzten Viertel, in dem Nowitzki mit zehn Punkten wie schon in den Spielen zuvor bester Werfer des Schlussviertels wurde, hielt die Gastmannschaft aus Dallas ihren Vorsprung und gewann durch den 105:95-Auswärtssieg die Serie und somit ihre erste NBA-Meisterschaft.